# Duitama
Duitama è un comune della Colombia facente parte del dipartimento di Boyacá.
Il centro abitato venne fondato da un gruppo di frati domenicani nel 1556, mentre l'istituzione del comune è del 27 settembre 1819.
Duitama è stata la sede delle prove in linea Mondiali di ciclismo su strada del 1995, che, fra i professionisti, ha visto il successo di Abraham Olano davanti a Miguel Indurain e Marco Pantani.